# Ouara

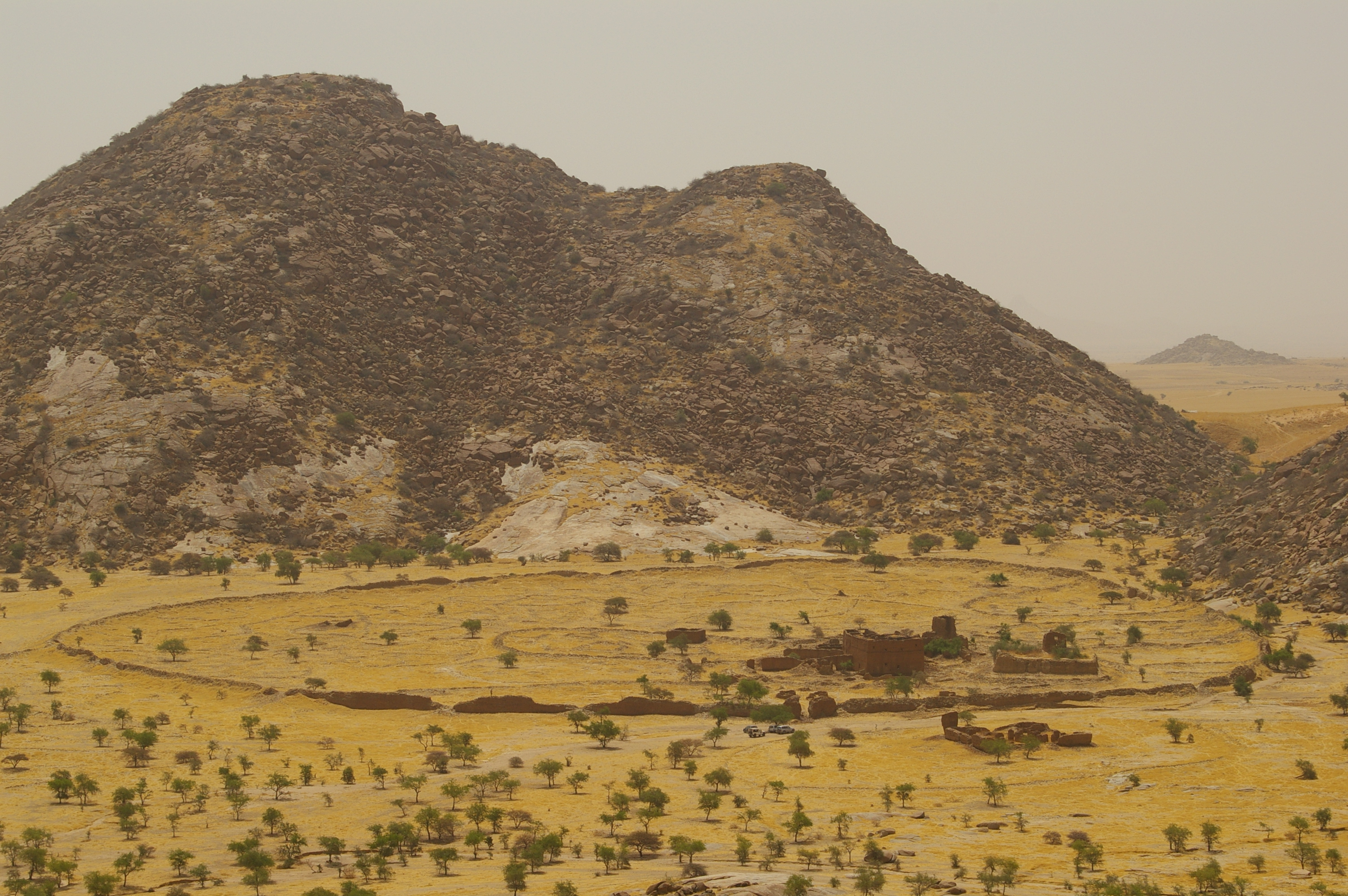
Ruiny kompleksu pałacowego w Ouara

Ouara – miasto w Czadzie, w regionie Wadaj, w departamencie Ouara, ok. 60 km na północny wschód od Abéché.

## Historia
W latach 1635-1870 Ouara była stolicą arabsko-sudańskiego królestwa Wadaj, które rozpościerało się na terenach obecnego regionu Wadaj. W XIX w. z powodu długotrwałej suszy miasto podupadło. Z czasów świetności zachowały się do dzisiaj pozostałości ceglanego meczetu i pałacu króla Abdel-Kerima Ibn Djamé, pierwszego władcy królestwa Wadaj. Pałac zbudowany został w XVI w. przez egipskiego architekta. Cały kompleks pałacowy otoczony jest murem, liczącym 325 m średnicy i obejmującym wiele budynków, kilkupiętrową siedzibę władców i pomieszczeń mieszkalnych dla ich żon i nałożnic.
Ruiny pałacu 21 lipca 2005 r. zgłoszone zostały do listę światowego dziedzictwa UNESCO.